# Улица Богдана Хмельницкого (Ишимбай)
У́лица Богда́на Хмельни́цкого — одна из центральных магистралей и одна из первых улиц города Ишимбая. Проходит параллельно улице Блохина, вместе с которым образует промышленную зону. Начинается от Кинзебулатовского шоссе и завершается выходом на проспект Ленина. Пересекается с улицами улицей Геологической, Бульварной, Жукова и др. Движение разделено на две стороны, между ними проходит пешеходная дорожка. На Богдана Хмельницкого выходят корпуса одних из самых старых предприятий города: Ишимбайский район тепловых сетей ООО «БашРТС», Ишимбайский цех бурения и освоения скважин Уфимского управления буровых работ — филиал ООО «Башнефть-Бурение», OAO «Ишимбайский хлебокомбинат», OAO «Ишимбайский машиностроительный завод» и др.

## Почтовый индекс
Почтовый индекс различается в зависимости от нумерации дома:
- 453203 — нечётные: 1-29,
- 453204 — чётные: 2-6,
- 453215 — чётные: 8-20

## Транспорт
Городские автобусные маршруты № 4, 8, 9.

## Мировой суд
Входит в юрисдикцию мирового суда по судебному участку № 4 и 5 по г. Ишимбаю и Ишимбайскому району

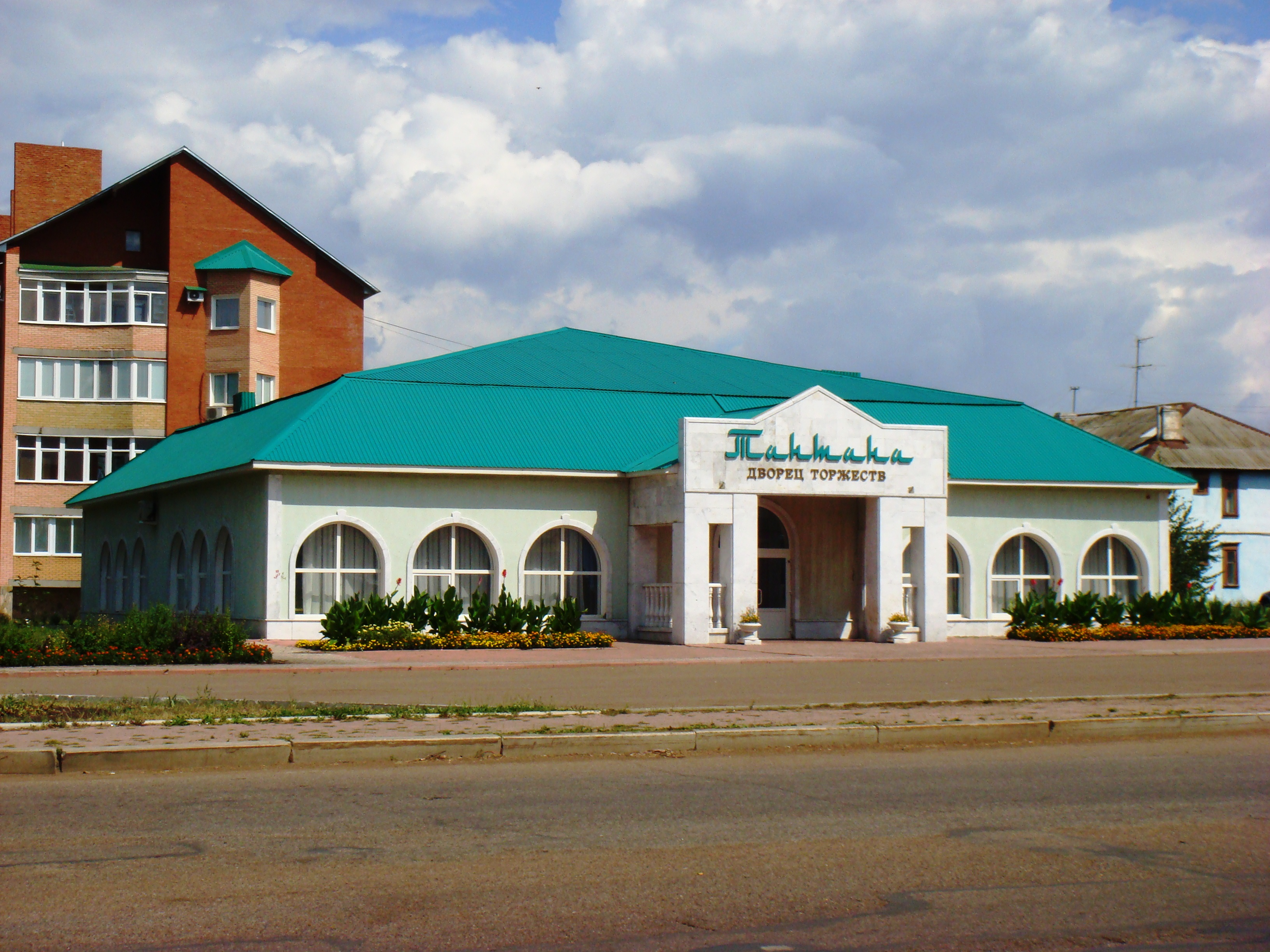
Дворец торжеств «Тантана» на пересечении с ул. Бульварной